# Jake Wesley Rogers
Jake Wesley Rogers (Springfield, 19 de dezembro de 1996) é um cantor, compositor e instrumentista estadunidense. Depois de lançar dois EPs independentemente, Evergreen (2017) e Spiritual (2019), no fim de 2020 ele foi contratado pela Warner Records.

## Vida pessoal
Rogers cresceu em Springfield, Missouri, onde aprendeu a tocar violão aos 6 anos e começou a tocar piano e treinar seu canto aos 12. Ele começou a se apresentar em produções de teatro na 5ª série e a escrever canções logo depois. Desde jovem ele assistia a concertos de artistas como Lady Gaga e Nelly Furtado. Rogers anunciou ser gay na 6ª série e, apesar de sua família tê-lo apoiado, ele sentiu que teve que esconder sua personalidade graças ao clima cultural de sua cidade natal.
Aos 15 anos, Rogers participou do programa America's Got Talent, chegando às quartas-de-final. O músico se mudou para Nashville aos 18 anos para estudar composição na Belmont University. Em seus primeiros anos de carreira, suas apresentações ao vivo atraíram o interesse da Sony/ATV, resultando em um contrato de publicação. Rogers se formou em 2018.

## Carreira

### 2016–2020: Início da carreira
Rogers começou a lançar canções independentemente em 2016, levando a seu EP de estreia Evergreen em junho de 2017. Depois de lançar seus dois singles seguintes "Jacob from the Bible" e "Little Queen" em fevereiro e março de 2019 respectivamente, Rogers lançou seu segundo EP, Spiritual, em abril de 2019, seguido por uma turnê na Europa e uma apresentação na BBC Radio 4.
Em novembro de 2020, Rogers foi incluído na trilha sonora do filme Happiest Season, com produção executiva de Justin Tranter, ao lado de vários outros compositores e artistas LGBT+.

### 2021–presente: assinatura com a Warner Records
Em maio de 2021, foi revelado que Rogers havia sido contratado pela Warner Records através da Facet Records de Tranter. O empresário de Rogers, Lucas Canzona, conseguiu a atenção de Tranter em 2019 com um e-mail destacando uma apresentação do single "Jacob from the Bible". Tranter mostrou Rogers ao diretor executivo e co-presidente da Warner Records Aaron Bay-Schuck, que foi "cativado" pela apresentação ao vivo de Rogers, e os dois assinaram um contrato no fim de 2020. Rogers lançou seu primeiro single em uma grande gravadora, "Middle of Love", em simultâneo com o anúncio. O single, que foi co-escrito com Tranter e Eren Cannata, é o primeiro de seu futuro EP que será lançado em 2021. Seu single seguinte, "Momentary", foi lançado em junho de 2021.

## Discografia

### EPs
| Título    | Detalhes                                                                                            |
| --------- | --------------------------------------------------------------------------------------------------- |
| Evergreen | - Lançamento: 16 de junho de 2017 - Formatos: download digital, streaming - Gravadora: Independente |
| Spiritual | - Lançamento: 5 de abril de 2019 - Formatos: download digital, streaming - Gravadora: Independente  |

### Singles
| Título                 | Ano  | Álbum     |
| ---------------------- | ---- | --------- |
| "You Should Know"      | 2017 | Evergreen |
| "Jacob from the Bible" | 2019 | Spiritual |
| "Little Queen"         | 2019 | Spiritual |
| "Middle of Love"       | 2021 | ASA       |
| "Momentary"            | 2021 | ASA       |